# 水頭聚落

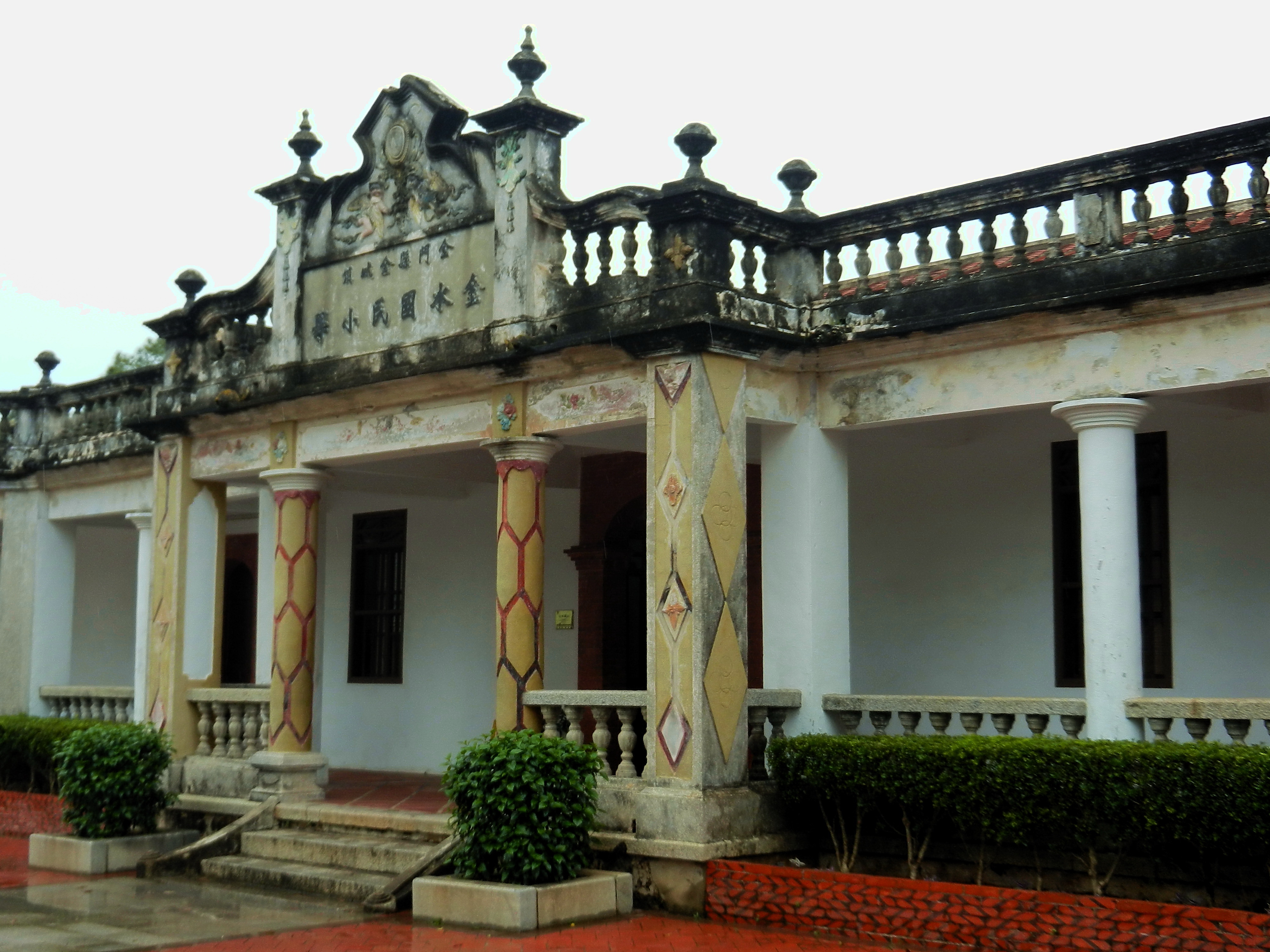
金水國小建築

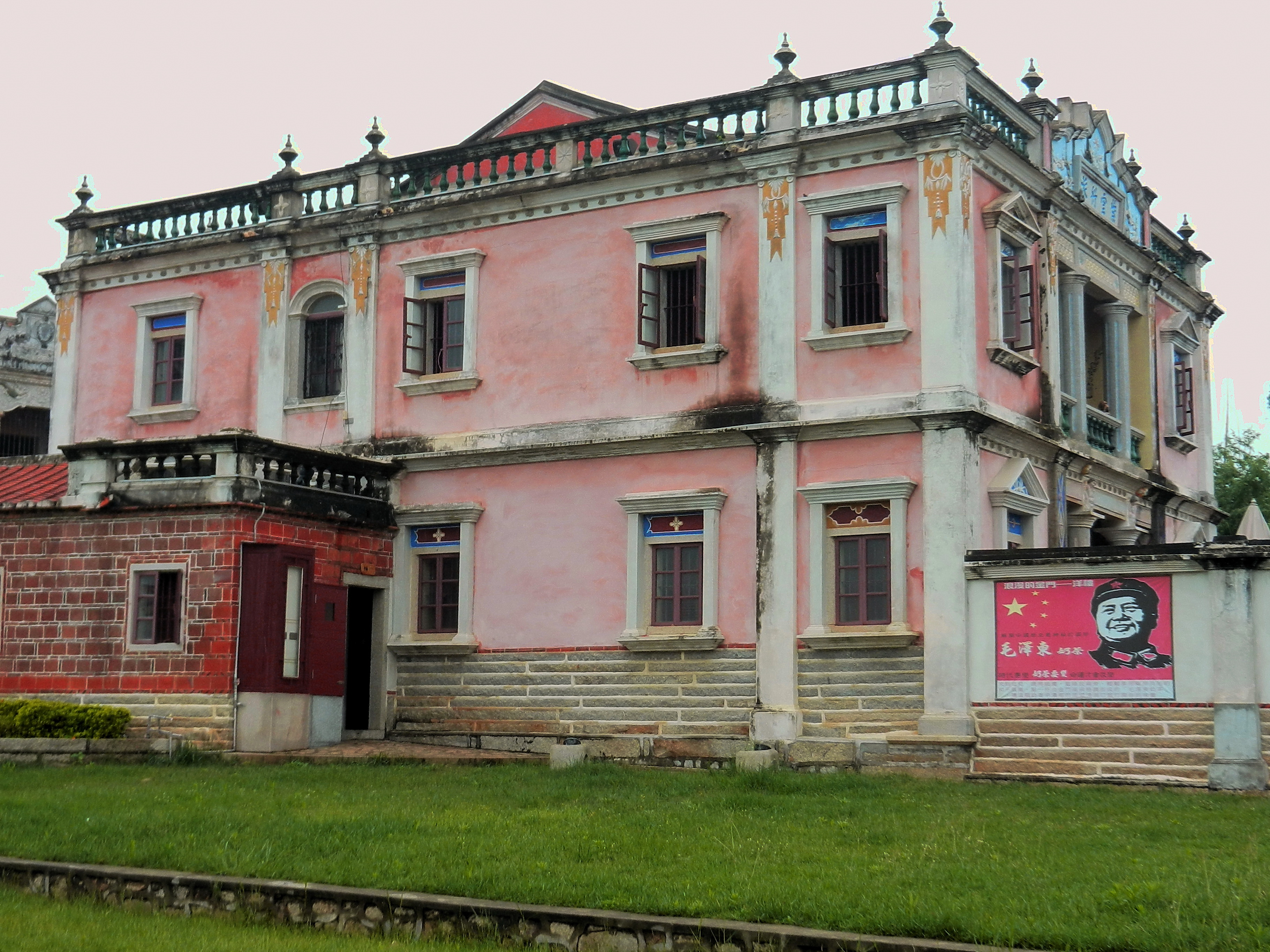
黃永遷、黃永鑿兄弟洋樓（風獅爺文物坊）

水頭聚落位於中華民國金門縣金城鎮西南隅，與中華人民共和國廈門僅一水之隔，聚落因商業興盛而逐步擴大，成為金門最早發跡的村落之一。現今水頭聚落保留許多昔日繁華時期所建造的閩南古厝與西式洋樓建築群。金門有一句俗諺「有水頭富，無水頭厝」，意思像水頭村人一樣富裕或許並非難事，但要擁有像水頭村那樣華麗的房舍卻很困難。